# Чемпионат мира по плаванию на короткой воде 2014
Чемпионат мира по плаванию на короткой воде 2014 (англ. The 12th FINA World Swimming Championships (25 m)) — двенадцатый чемпионат мира по плаванию в 25-метровом бассейне. Прошёл с 3 по 7 декабря 2014 года в Дохе, Катар.

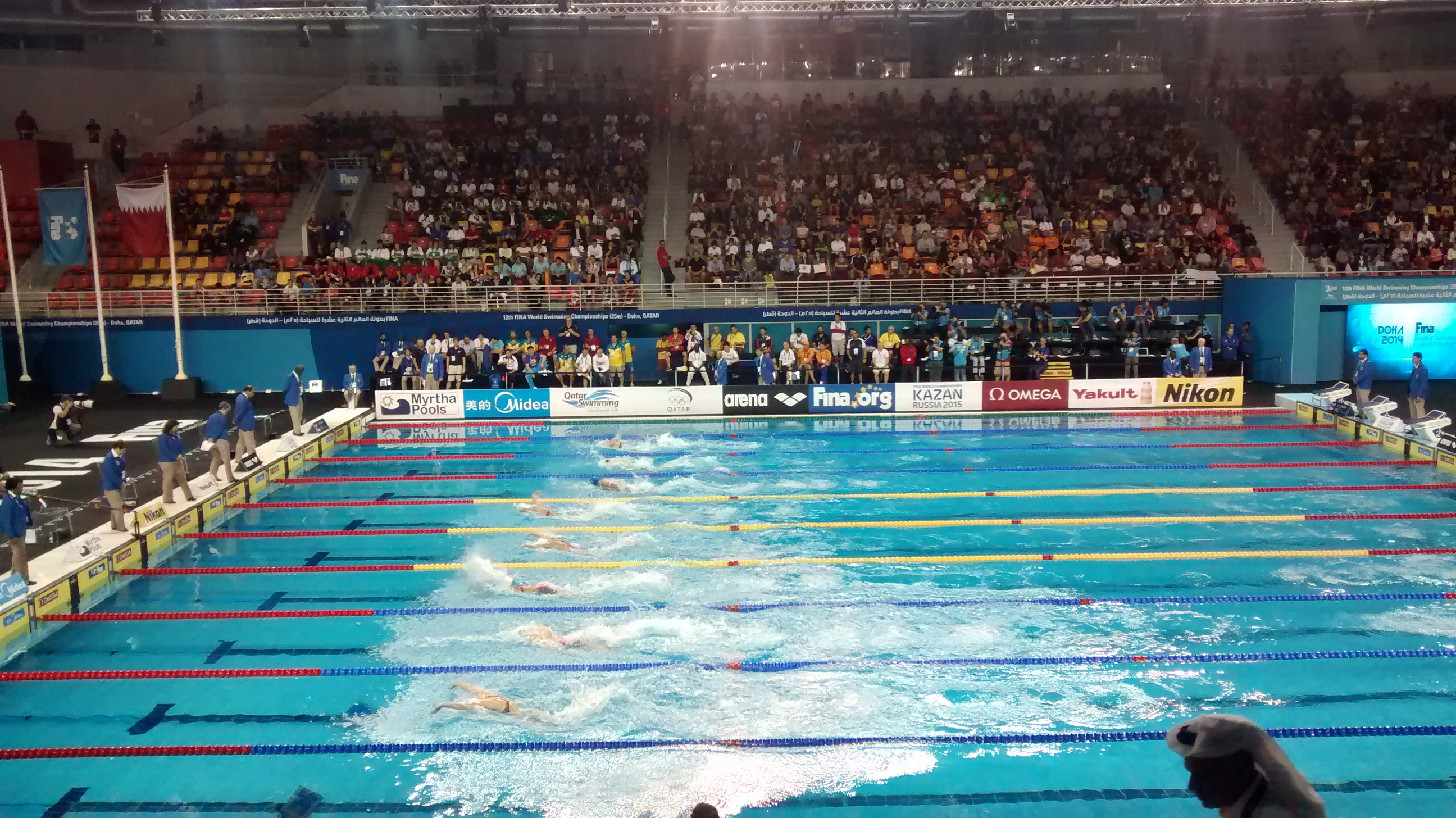
Соревнования 4 декабря 2014 года

Первоначально местом проведения чемпионата решением Международной федерации плавания (FINA) от 10 декабря 2010 года была названа Катания, Италия. Однако в ноябре 2011 года Федерация плавания Италии объявила об отказе от проведения чемпионата по причине финансовых затруднений и отсутствия гарантий от региональных властей. 4 апреля 2012 года бюро ФИНА (FINA) объявило о переносе турнира в Доху.
В программу соревнований были впервые включены шесть новых эстафет спринтерского формата 4×50 метров: мужские, женские, а также смешанные (по две женщины и два мужчины) эстафеты вольным стилем (3) и комбинированные (3). Таким образом, было разыграно рекордное количество комплектов наград (46).
Сюрпризом стало выступление сборной США. Американцы сумели выиграть всего две золотых медали (обе в эстафетах), но при этом стали лучшими по общему количеству наград.

## Таблица медалей
| Место | Страна         | Золото | Серебро | Бронза | Всего |
| ----- | -------------- | ------ | ------- | ------ | ----- |
| 1     | Бразилия       | 7      | 1       | 2      | 10    |
| 2     | Венгрия        | 6      | 3       | 2      | 11    |
| 3     | Нидерланды     | 5      | 1       | 6      | 12    |
| 4     | ЮАР            | 4      | 1       | 0      | 5     |
| 5     | Испания        | 4      | 0       | 0      | 4     |
| 6     | Япония         | 3      | 3       | 4      | 10    |
| 7     | Франция        | 3      | 2       | 3      | 8     |
| 8     | Швеция         | 3      | 1       | 0      | 4     |
| 9     | США            | 2      | 9       | 6      | 17    |
| 10    | Дания          | 2      | 1       | 3      | 6     |
| 11    | Австралия      | 1      | 5       | 4      | 10    |
| 12    | Россия         | 1      | 4       | 4      | 9     |
| 13    | Италия         | 1      | 2       | 3      | 6     |
| 14    | Германия       | 1      | 1       | 2      | 4     |
| 15    | Польша         | 1      | 1       | 1      | 3     |
| 16    | Ямайка         | 1      | 1       | 0      | 2     |
| 16    | Литва          | 1      | 1       | 0      | 2     |
| 18    | Великобритания | 0      | 7       | 1      | 8     |
| 19    | Китай          | 0      | 2       | 1      | 3     |
| 20    | Тунис          | 0      | 1       | 0      | 1     |
| 21    | Украина        | 0      | 0       | 2      | 2     |
| 22    | Канада         | 0      | 0       | 1      | 1     |
| 22    | Сербия         | 0      | 0       | 1      | 1     |
| Всего | Всего          | 46     | 47      | 46     | 139   |

## Медалисты

### Мужчины
| Дистанция               | Золото | Золото          | Серебро | Серебро    | Бронза | Бронза   |
| ----------------------- | --- | --------------- | --- | ---------- | --- | -------- |
| Вольный стиль           | |                 | |            | |          |
| 50 м                    | Флоран Маноду · Франция | 20.26 WR        | Марко Орси · Италия | 20.69      | Сезар Сьелу · Бразилия | 20.88    |
| 100 м                   | Сезар Сьелу · Бразилия | 45.75           | Флоран Маноду · Франция | 45.81      | Данила Изотов · Россия | 46.09    |
| 200 м                   | Чад ле Кло · ЮАР | 1:41.45         | Данила Изотов · Россия | 1:41.67    | Райан Лохте · США | 1:42.09  |
| 400 м                   | Петер Бернек · Венгрия | 3:34.32 CR      | Джеймс Гай · Великобритания | 3:36.35    | Велимир Стьепанович · Сербия | 3:38.17  |
| 1500 м                  | Грегорио Пальтриньери · Италия | 14:16.10 CR, ER | Усама Меллули · Тунис | 14:18.79   | Райан Кохрэйн · Канада | 14:23.35 |
| Спина                   | |                 | |            | |          |
| 50 м                    | Флоран Маноду · Франция | 22.22 WR        | Юджин Годсу · США | 23.05      | Станислав Донец · Россия | 23.10    |
| 100 м                   | Митч Ларкин · Австралия | 49.57           | Радослав Кавенцкий · Польша | 50.11      | Рёсуке Ириэ · Япония · Мэтт Греверс · США | 50.12    |
| 200 м                   | Радослав Кавенцкий · Польша | 1:47.38         | Райан Лохте · США | 1:48.20    | Митч Ларкин · Австралия | 1:48.35  |
| Брасс                   | |                 | |            | |          |
| 50 м                    | Фелипе Франса Силва · Бразилия | 25.63 CR        | Адам Пити · Великобритания · Камерон ван дер Бург · ЮАР                                                                                                 | 25.87      | не присуждалась |          |
| 100 м                   | Фелипе Франса Силва · Бразилия | 56.29 CR        | Адам Пити · Великобритания | 56.35      | Джакомо Перес-Дортона · Франция | 56.78    |
| 200 м                   | Даниель Дьюрта · Венгрия | 2:01.49         | Марко Кох · Германия | 2:01.91    | Кирилл Пригода · Россия | 2:02.38  |
| Баттерфляй              | |                 | |            | |          |
| 50 м                    | Чад ле Кло · ЮАР | 21.95 CR        | Николас Сантос · Бразилия | 22.08      | Андрей Говоров · Украина | 22.49    |
| 100 м                   | Чад ле Кло · ЮАР | 48.44 WR        | Том Шилдс · США | 48.99      | Томмазо Д'Орсона · Австралия | 49.60    |
| 200 м                   | Чад ле Кло · ЮАР | 1:48.61 CR      | Дайя Сэто · Япония | 1:48.92    | Павел Корженёвский · Польша | 1:50.21  |
| Комплексное плавание    | |                 | |            | |          |
| 100 м                   | Маркус Дайблер · Германия | 50.66 WR        | Владимир Морозов · Россия | 50.81      | Райан Лохте · США | 51.24    |
| 200 м                   | Косукэ Хагино · Япония | 1:50.47         | Райан Лохте · США | 1:51.31    | Дайя Сэто · Япония | 1:51.79  |
| 400 м                   | Дайя Сэто · Япония | 3:56.33         | Косукэ Хагино · Япония | 4:01.17    | Давид Веррасто · Венгрия | 4:01.82  |
| Эстафеты                | |                 | |            | |          |
| 4×50 м в/с              | Россия · Владимир Морозов (21.01) · Евгений Седов (20.37) · Олег Тихобаев (20.59) · Сергей Фесиков (20.63) · Никита Коновалов · Евгений Коротышкин · Александр Попков | 1:22.60 WR      | США · Джош Шнайдер (21.05) · Том Шилдс (20.99) · Джимми Фейген (20.79) · Райан Лохте (20.64) · Мэтт Греверс · Дариан Таунсенд                           | 1:23.47    | Италия · Лука Дотто (21.45) · Марко Орси (20.43) · Филиппо Маньини (21.35) · Марко Белотти (21.33) · Николанджело Ди Фабио                                  | 1:24.56  |
| 4×100 м в/с             | Франция · Клеман Миньон (47.05) · Фабьен Жило (46.13) · Флоран Маноду (44.80) · Мехди Метелла (45.80)                                                                 | 3:03.78 CR, ER  | Россия · Владимир Морозов (45.51 CR) · Сергей Фесиков (46.01) · Данила Изотов (45.79) · Михаил Полищук (46.87) · Олег Тихобаев · Никита Коновалов       | 3:04.18    | США · Джимми Фейген (47.41) · Мэтт Греверс (46.13) · Райан Лохте (46.02) · Том Шилдс (46.02) · Дариан Таунсенд                                              | 3:05.58  |
| 4×200 м в/с             | США · Конор Дуайер (1:43.20) · Райан Лохте (1:42.42) · Мэтт Маклин (1:43.20) · Тайлер Клэри (1:42.86) · Майкл Клю · Майкл Вайсс · Дариан Таунсенд                     | 6:51.68         | Италия · Андреа Митчелл Д'Арриго (1:42.77) · Марко Белотти (1:43.98) · Николанджело Ди Фабио (1:42.98) · Филиппо Маньини (1:42.07)                      | 6:51.80    | Россия · Михаил Полищук (1:43.62) · Данила Изотов (1:40.65) · Артём Лобузов (1:42.87) · Вячеслав Андрусенко (1:44.82) · Дмитрий Ермаков · Александр Красных | 6:51.96  |
| 4×50 м комбинированная  | Бразилия · Гильермо Гидо (23.42) · Фелипе Франса Силва (25.33) · Николас Сантос (21.68) · Сезар Сьелу (20.08) · Энрике Мартинс · Жуан Луиш Гомес -мл · Жуан де Лукка  | 1:30.51 WR      | Франция · Бенжамин Стасюлис (23.41) · Жакомо Перес-Дортона (25.74) · Мехди Метелла (22.06) · Флоран Маноду (20.04) · Клеман Миньон                      | 1:31.25 ER | США · Юджин Годсу (23.11) · Коди Миллер (26.04) · Том Шилдс (21.99) · Джош Шнайдер (20.69) · Мэтт Греверс · Брэд Крэйг                                      | 1:31.83  |
| 4×100 м комбинированная | Бразилия · Гильермо Гидо (50.11) · Фелипе Франса Силва (56.73) · Маркос Маседо (49.63) · Сезар Сьелу (44.67) · Жуан Луиш Гомес-мл. · Энрике Мартинс                   | 3:21.14         | США · Мэтт Греверс (49.79) · Коди Миллер (57.03) · Том Шилдс (48.80) · Райан Лохте (45.87) · Юджин Годсу · Брэд Крэйг · Дариан Таунсенд · Джимми Фейген | 3:21.49    | Франция · Флоран Маноду (50.35) · Жакомо Перес-Дортона (57.00) · Мехди Метелла (49.07) · Клемен Минон (45.84) · Бенжамин Стасюлис                           | 3:22.26  |

Курсивом указаны спортсмены, плывшие только в предварительном заплыве, но также получившие медаль.

### Женщины
| Дистанция               | Золото | Золото          | Серебро | Серебро | Бронза | Бронза  |
| ----------------------- | --- | --------------- | --- | ------- | --- | ------- |
| Вольный стиль           | |                 | |         | |         |
| 50 м                    | Раноми Кромовидьойо · Нидерланды | 23.32           | Бронте Кемпбелл · Австралия | 23.62   | Доротея Брандт · Германия | 23.77   |
| 100 м                   | Фемке Хемскерк · Нидерланды | 51.37 CR        | Сара Шёстрём · Швеция | 51.39   | Раноми Кромовидьойо · Нидерланды                                                                                                 | 51.47   |
| 200 м                   | Сара Шёстрём · Швеция | 1:50.78 WR      | Катинка Хоссу · Венгрия | 1:51.18 | Фемке Хемскерк · Нидерланды | 1:51.69 |
| 400 м                   | Мирея Бельмонте Гарсия · Испания | 3:55.76 CR      | Шарон ван Рувендаль · Нидерланды | 3:57.76 | Чжан Юйфэй · Китай | 3:59.51 |
| 800 м                   | Мирея Бельмонте Гарсия · Испания | 8:03.41 CR      | Джазмин Карлин · Великобритания | 8:08.16 | Шарон ван Рувендаль · Нидерланды                                                                                                 | 8:08.17 |
| Спина                   | |                 | |         | |         |
| 50 м                    | Этьен Медейрос · Бразилия | 25.67 WR        | Эмили Сибом · Австралия | 25.83   | Катинка Хоссу · Венгрия | 25.96   |
| 100 м                   | Катинка Хоссу · Венгрия | 55.03 WR        | Эмили Сибом · Австралия | 55.31   | Дарина Зевина · Украина | 55.54   |
| 200 м                   | Катинка Хоссу · Венгрия | 1:59.23 WR      | Эмили Сибом · Австралия | 2:00.13 | Сайяка Акасе · Япония | 2:02.30 |
| Брасс                   | |                 | |         | |         |
| 50 м                    | Рута Мейлутите · Литва | 28.84           | Алия Аткинсон · Ямайка | 28.91   | Моник Нийхус · Нидерланды | 29.64   |
| 100 м                   | Алия Аткинсон · Ямайка | 1:02.36 =WR, CR | Рута Мейлутите · Литва | 1:02.46 | Моник Нийхус · Нидерланды | 1:04.03 |
| 200 м                   | Канако Ватанабэ · Япония | 2:16.92         | Риэ Канэто · Япония | 2:17.43 | Рикке Педерсен · Дания | 2:17.83 |
| Баттерфляй              | |                 | |         | |         |
| 50 м                    | Сара Шёстрём · Швеция | 24.58 CR        | Джанетт Оттесен · Дания | 24.71   | Инге Деккер · Нидерланды | 24.73   |
| 100 м                   | Сара Шёстрём · Швеция | 54.61 WR        | Лу Ин · Китай | 55.25   | Джанетт Оттесен · Дания | 55.32   |
| 200 м                   | Мирея Бельмонте Гарсия · Испания | 1:59.61 WR      | Катинка Хоссу · Венгрия | 2:01.12 | Франциска Хентке · Германия | 2:03.89 |
| Комплексное плавание    | |                 | |         | |         |
| 100 м                   | Катинка Хоссу · Венгрия | 56.70 WR        | Шивон-Мария О'Коннор · Великобритания                                                                                               | 57.83   | Эмили Сибом · Австралия | 58.19   |
| 200 м                   | Катинка Хоссу · Венгрия | 2:01.86 WR      | Шивон-Мария О'Коннор · Великобритания                                                                                               | 2:05.87 | Мелани Маргалис · США | 2:06.68 |
| 400 м                   | Мирея Бельмонте Гарсия · Испания | 4:19.86 WR      | Катинка Хоссу · Венгрия | 4:22.94 | Ханна Майли · Великобритания | 4:24.74 |
| Эстафеты                | |                 | |         | |         |
| 4×50 м в/с              | Нидерланды · Инге Деккер (24.09) · Фемке Хемскерк (23.24) · Мауд ван дер Меер (24.03) · Раноми Кромовидьойо (22.88) · Эсме Вермелен                 | 1:34.24 WR      | США · Мэдисон Кеннеди (24.06) · Эбби Вейтцейл (23.40) · Натали Коглин (23.39) · Эми Билквист (23.76) · Кэтлин Бейкер · Аманда Вейр  | 1:34.61 | Дания · Джанетт Оттесен (23.73) · Джулия Левисен (24.30) · Мия Нильсен (23.49) · Пернилле Блуме (23.96) · Сара Бро               | 1:35.48 |
| 4×100 м в/с             | Нидерланды · Инге Деккер (52.39) · Фемке Хемскерк (50.58) · Мауд ван дер Меер (52.55) · Раноми Кромовидьойо (51.01) · Эсме Вермелен · Ренеке Теринк | 3:26.53 WR      | США · Натали Коглин (52.25) · Эбби Вейтцейл (51.57) · Мэдисон Кеннеди (51.82) · Шеннон Врееланд (52.06) · Эми Билквист · Аманда Вир | 3:27.70 | Италия · Эрика Феррайоли (52.70) · Сильвия Ди Пьетро (52.30) · Аглая Пеццато (52.72) · Федерика Пеллегрини (51.76) · Элис Миццау | 3:29.48 |
| 4×200 м в/с             | Нидерланды · Инге Деккер (1:54.73) · Фемке Хемскерк (1:51.22) · Раноми Кромовидьойо (1:54.17) · Шарон ван Рувендаль (1:52.73) · Эсме Вермелен       | 7:32.85 WR      | Китай · Цю Юйхань (1:53.26) · Цао Юэ (1:54.48) · Го Цзюньцзюнь (1:55.14) · Шэнь До (1:54.14)                                        | 7:37.02 | Австралия · Лиа Ниль (1:54.15) · Мэди Уилсон (1:54.37) · Брианна Тросселль (1:56.80) · Кайли Палмер (1:53.27) · Кэти Голдман     | 7:38.59 |
| 4×50 м комбинированная  | Дания · Мия Нильсен (26.39) · Рикке Педерсен (29.56) · Джанетт Оттесен (24.09) · Пернилле Блуме (24.00)                                             | 1:44.04 WR      | США · Фелисия Ли (26.37) · Эмма Рини (29.42) · Клэр Донахью (25.33) · Натали Коглин (23.80) · Аманда Вир                            | 1:44.92 | Франция · Матильда Сини (26.61) · Шарлотта Бонне (30.29) · Мелани Эник (25.20) · Анна Сантаманс (23.79)                          | 1:45.89 |
| 4×100 м комбинированная | Дания · Мия Нильсен (56.86) · Рикке Педерсен (1:04.62) · Джанетт Оттесен (54.99) · Пернилле Блуме (52.39)                                           | 3:48.86 ER      | Австралия · Мэди Уилсон (57.31) · Салли Хантер (1:04.34) · Эмили Сибом (57.26) · Бронте Кэмпбелл (51.40) · Кэти Голдман             | 3:50.31 | Япония Japan · Саяка Акасэ (57.11) · Канако Ватанабэ (1:05.32) · Рино Хосода (56.89) · Мики Утида (51.18)                        | 3:50.50 |

Курсивом указаны спортсменки, плывшие только в предварительном заплыве, но также получившие медаль.

### Смешанные командные дисциплины
| Дистанция              | Золото | Золото     | Серебро | Серебро    | Бронза | Бронза  |
| ---------------------- | --- | ---------- | --- | ---------- | --- | ------- |
| 4×50 м в/с             | США · Джош Шнайдер (20.94) · Мэтт Греверс (20.75) · Мэдисон Кеннеди (23.63) · Эбби Вейтцейл (23.25) · Дариан Таунсенд · Эми Билквист · Натали Коглин                         | 1:28.57 WR | Россия · Евгений Седов (20.59) · Владимир Морозов (20.65) · Вероника Попова (23.93) · Розалия Насретдинова (23.96) · Олег Тихобаев · Никита Коновалов · Маргарита Нестерова | 1:29.13 ER | Бразилия · Сезар Сьелу (20.65) · Жуан де Лусса (21.03) · Этьен Медейрос (23.58) · Ларисса Оливейра (23.91) · Алан Витория · Энрике Мартинс · Дайана Оливейра · Алессандра Маркиоро | 1:29.17 |
| 4×50 м комбинированная | Бразилия · Этьен Медейрос (25.83) · Фелипе Франса Силва (25.45) · Николас Сантос (21.81) · Ларисса Оливейра (24.17) · Жуан Луиш Гомес-мл. · Энрике Мартинс · Дайана Оливейра | 1:37.26    | Великобритания · Крис Уокер-Хебборн (23.42) · Адам Пити (25.89) · Шивон-Мария О'Коннор (25.10) · Франческа Холсолл (23.05)                                                  | 1:37.46 ER | Италия · Никколо Боначчи (23.58) · Фабио Скоццоли (25.55) · Сильвия ди Пьетро (25.22) · Эрика Феррайоли (23.55) · Симона Саббиони                                                  | 1:37.90 |

Курсивом указаны спортсмены, плывшие только в предварительном заплыве, но также получившие медаль.

## Сокращения
- WR — рекорд мира
- =WR — повторение рекорда мира
- ER — рекорд Европы
- CR — рекорд чемпионатов мира на короткой воде